# Marleen Merckx
Marleen Merckx (Leuven, 11 april 1958) is een Vlaamse actrice die vooral bekend is om haar rol als Simonne Backx (Simonneke) in de Vlaamse televisiesoap Thuis op één.
Marleen Merckx doorliep haar middelbare school in Diest en trok nadien naar Studio Herman Teirlinck in Antwerpen, waar ze in 1980 afstudeerde. 
In het theater is Merckx actief in meerdere producties van het theatergezelschap Paljas Produkties. Al meer dan tien seizoenen, sinds 1995 speelt ze samen met Annemarie Picard "Vriendinnen". Met Wintertulpen stond ze op de scene in een monoloog over een vrouw die verneemt dat ze borstkanker krijgt, in een regie van Steph Goossens. Andere producties waren "Frankie en Johnny", "10 jaar thuis" en "Leven in een krabbenmand".
Ze acteerde in de langspeelfilms Een vrouw tussen hond en wolf, De Witte van Sichem, Brussels by Night en Alleen Eline. 
In 2011 was ze te zien in een andere serie dan Thuis. Ze speelde in de fictiereeks De Ronde, een reeks van Woestijnvis, geschreven door Jan Eelen voor Eén, en had een gastrol in de Vlaamse serie "Vermist". Ze speelde ook gastrollen in Postbus X, Merlina en De Wet volgens Milo.
Ook op televisie deed ze mee aan Witte Raven BV, waar ze valkenier moest worden. In 2006 deed ze mee in De tabel van Mendelejev. In januari 2007 was Merckx, samen met Annemarie Picard, te zien in Beste vrienden op één. Ze deed ook mee in het spelprogramma De Neus van Pinokkio op één. Eric Goens interviewde haar voor een van de afleveringen van Het Huis. Wim Lybaert nam haar mee op reis met De Columbus.
Marleen Merckx huwde in 1995 met de Nederlander Michael Das. Het koppel heeft één dochter, Britt Das.

## Trivia
- Marleen is verre familie van Eddy Merckx. Ze heeft het lange tijd niet geweten, maar kwam er via een nicht achter nadat zij op televisie had verklaard géén familie te zijn van de voormalige wielrenner. Hun betovergrootvaders waren neven.
- Bij de start van Thuis deed Marleen Merckx auditie voor de rol van Rosa Verbeeck. Die rol ging echter naar Annick Segal, maar Merckx kreeg de vraag of ze Simonne Backx, aanvankelijk bedoeld als gastpersonage, niet wou vertolken.[1][2]